# Pristiceros hakonensis
Pristiceros hakonensis là một loài tò vò trong họ Ichneumonidae.